# 前撫線
前撫線（ぜんぶせん、中国語: 前抚铁路）は中華人民共和国の中国国鉄の鉄道路線である。 黒竜江省ジャムス市同江市の前進鎮駅と撫遠市の撫遠駅を結ぶ全長169.4kmの路線である。中国最東端の鉄道路線である。

## 概要
2009年8月に建設工事が開始され、2011年12月6日に貨物輸送のみ開業した。翌2012年12月18日には旅客輸送を開始した。